# Eastling
Eastling är en ort och civil parish i grevskapet Kent i sydöstra England. Orten ligger i distriktet Swale, cirka 7 kilometer sydväst om Faversham och cirka 9 kilometer sydost om Sittingbourne. Tätorten (built-up area) hade 361 invånare vid folkräkningen år 2021.